# Distretto di Mahbubnagar
Mahbubnagar è un distretto dell'India di 3 506 876 abitanti. Capoluogo del distretto è Mahbubnagar.